# Enluminure insulaire

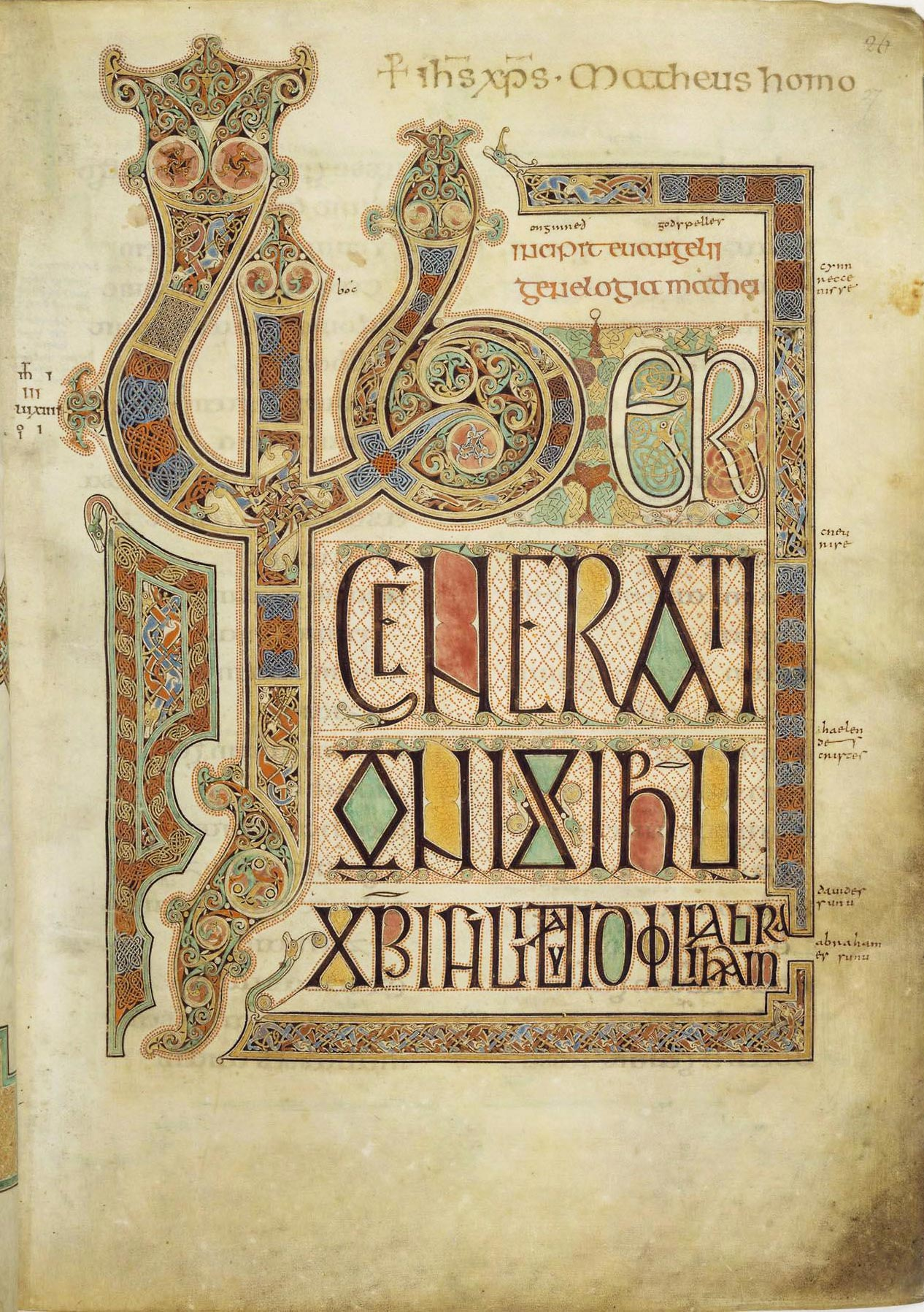
Folio 27 des Évangiles de Lindisfarne, British Library, Cotton MS Nero D.IV

L'Enluminure insulaire désigne la production de manuscrits enluminés dans les monastères en Irlande et en Grande-Bretagne entre le VIe siècle et le début du IXe siècle, ainsi que dans les monastères sous influence insulaire installés sur le continent. Ils sont caractérisés par des décors fortement influencés par l'orfèvrerie, l'usage constant des entrelacs, ainsi que par l'importance accordée à la calligraphie. Les livres les plus célèbres de cette production sont principalement des évangéliaires. Une soixantaine de manuscrits sont recensés pour cette période.

## Historique
L'art dit insulaire trouve son origine dans l'évangélisation de l'Irlande aux IVe et Ve siècles sous l'influence de saint Patrick. Les nouvelles institutions religieuses du christianisme celtique, principalement organisées autour d'établissements monastiques, passent commande de nombreuses œuvres d'art : orfèvrerie, vêtements et objets liturgiques, mais aussi et surtout des manuscrits. Deux types de manuscrits sont produits principalement : des évangiles de petit format, destinés à l'évangélisation et aux missionnaires ou à la dévotion privée, comme le Livre de Dimma ou le Livre de Mulling, et des œuvres de grand format, réservées aux offices liturgiques des monastères, tels que le livre de Kells. 
Les moines irlandais contribuent à l'évangélisation de l'Écosse et du nord de la Grande-Bretagne en fondant de nouveaux monastères tel que celui d'Iona en Écosse par Colomba d'Iona en 563, puis celui de Lindisfarne en 635 par Aidan de Lindisfarne, en Northumbrie. Les missionnaires irlandais apportent avec eux leur art dans cette région. Dans le même temps, le sud de la Grande-Bretagne subit une influence directe du christianisme continental et notamment italien au cours des VIe et VIIe siècles, à la suite notamment de la Mission grégorienne. Des manuscrits italiens et byzantins arrivent ainsi par ce biais sur l'île, influençant à leur tour la production des enluminures insulaires. Progressivement, les plus grands centres de production se concentrent d'abord en Northumbrie, puis dans le sud de l'Angleterre, dans le Kent au cours des VIIe et VIIIe siècles. Les monastères y bénéficient de conditions matérielles plus propices qu'en Irlande ainsi que de la protection — voire du mécénat — des rois anglo-saxons. Les scriptoria de Lindisfarne et de Iona sont à la fin du VIIe siècle les plus prolifiques.
À la fin du VIe siècle, plusieurs missionnaires irlandais autour de saint Colomban débarquent sur le continent et contribuent à la création de plusieurs monastères en France, en Suisse et en Italie du nord. Son disciple, saint Gall contribue à la fondation d'établissement en Suisse et saint Kilian parcourt pour sa part le sud de l'Allemagne. Tous ces établissements contribuent à faire diffuser la calligraphie et les techniques décoratives insulaires sur les manuscrits continentaux produits à l'époque. On qualifie de  « franco-saxons », les manuscrits produits dans le nord de la France à l'époque carolingienne et présentant une influence insulaire directe.

## Caractéristiques
Malgré la très grande diversité d'origine des manuscrits de style insulaire, plusieurs caractéristiques communes se dégagent.

### Le traitement des parchemins
Le traitement du parchemin présente un aspect suédé qui le rend beaucoup plus réceptif à l'encre et à la couleur. Ce traitement se fait aussi bien sur la peau de veau que de mouton. Cet apprêt de la peau a fait que les manuscrits étaient particulièrement bien adaptés à l'enluminure. Il permet de passer aussi bien de l'écriture à l'ornementation. 

### Les types de motifs ornementaux
L'entrelacs est le motif le plus connu des ornements insulaires. Cette décoration n'est pourtant pas propre à l'art celte ni aux enluminures insulaires. Elle se retrouve dans l'art paléochrétien du Bas-Empire romain, dans certains papyrus coptes égyptiens ou des manuscrits italiens et byzantins, mais aussi dans certaines œuvres d'art anglo-saxonnes comme dans la tombe de Sutton Hoo. C'est tout de même dans ces manuscrits insulaires que cette décoration est la plus intensivement utilisée, de manière systématique à partir du milieu du VIIe siècle. Cet ornement permet de remplir plusieurs types d'enluminure, aussi bien des lettrines, des cadres, des marges, des pages tapis. On peut distinguer différents types d'entrelacs : ils sont simples, doubles ou triples. 
Parmi les motifs rectilignes, on peut distinguer les obliques, les damiers, les clés, ainsi que les grecques diagonales. Parmi les motifs curvilignes, se distinguent les cercles, les spirales, les enroulements tourbillonnant, ainsi que les motifs sphériques à la trompette.
Les motifs zoomorphes servent généralement de prolongement aux entrelacs : les têtes se trouvent à une extrémité et il faut parfois retrouver l'autre extrémité de l'entrelacs pour retrouver un arrière-train. Dans un premier temps, leur caractère reste très schématique et il est difficile de distinguer une espèce particulière. À partir des évangiles de Lindisfarne, certains types d'animaux commencent à apparaître avec plus de réalisme : des chiens, des rapaces, rappelant l'art de la chasse appréciée par les élites anglo-saxonnes. 

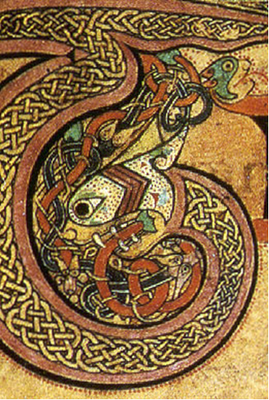
Détail d'une décoration du livre de Kells faite d'entrelacs et d'une spirale zoomorphe, f.24.
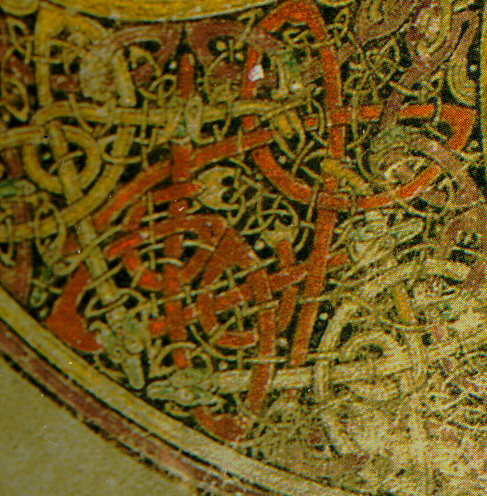
Détail des entrelacs et décors zoomorphiques du Khi-Rhô du livre de Kells.
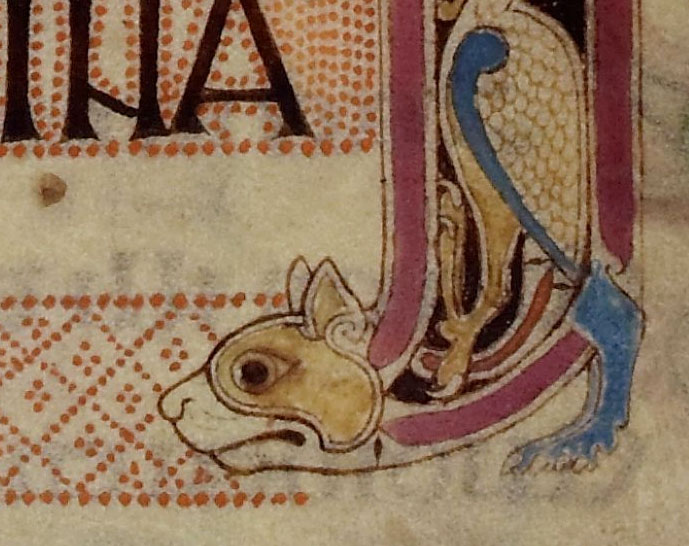
Décors en forme de chat tirés des évangiles de Lindisfarne, f.139r.
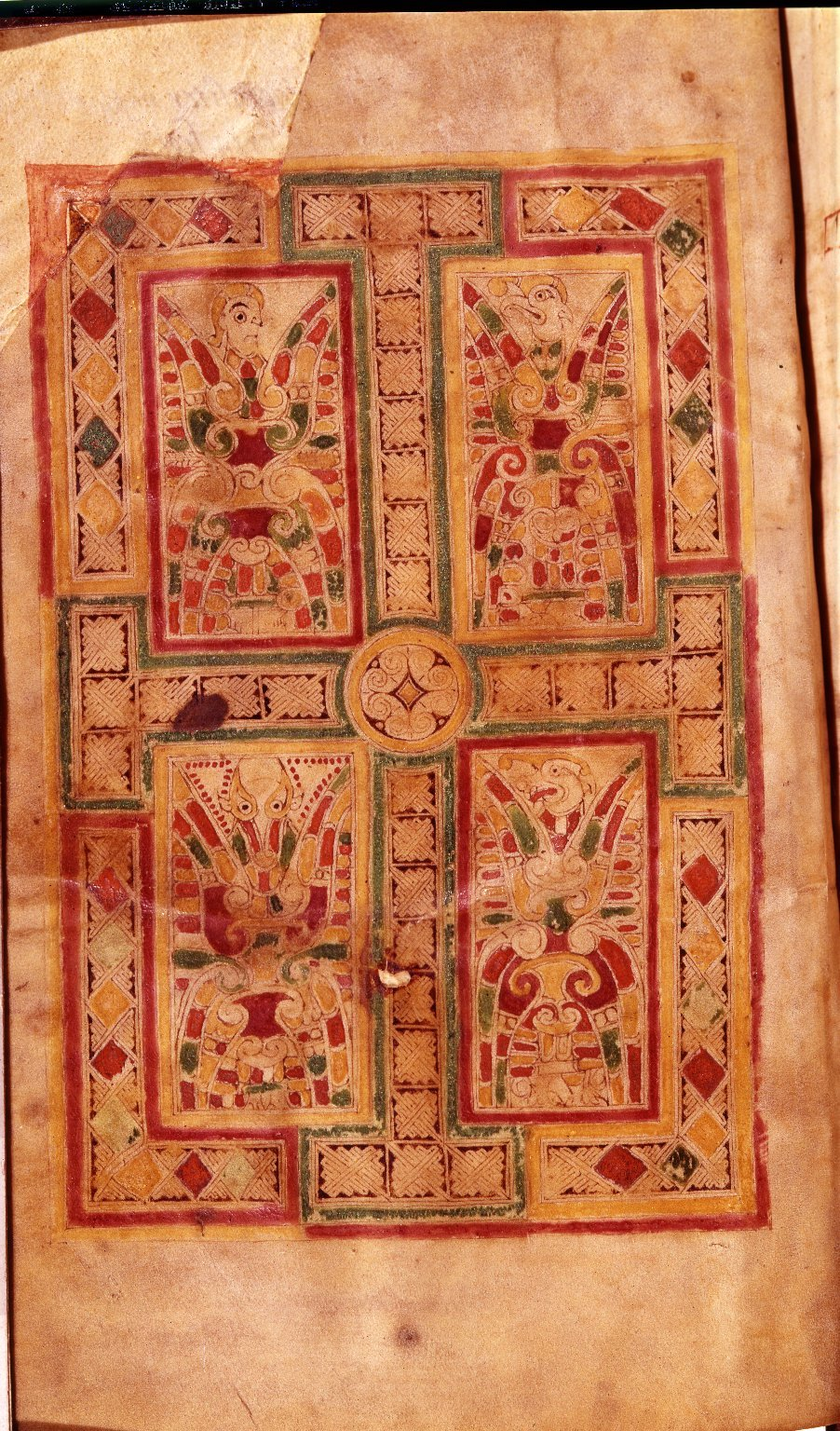
Motifs de frettes sur la croix des Évangiles de Mac Durnan, f.1v.

### Les lettrines
Le Cathach de saint Colomba (début du VIIe siècle) est le plus ancien manuscrit conservant des lettrines ornées caractéristiques de l'enluminure insulaire : la première lettre est incorporée dans le texte et se prolonge par les autres lettres suivantes de taille décroissante jusqu'à atteindre la taille du texte classique. La lettrine elle-même est décorée de courbes, de spirales, de points, voire de têtes d'animaux. Ce type de décors se retrouve dès l'époque de la Tène dans l'art celte, dans l'art des métaux et dans la sculpture. Ce type de décors marque le véritable début de la distinction entre les décors des manuscrits insulaires et les manuscrits antiques.

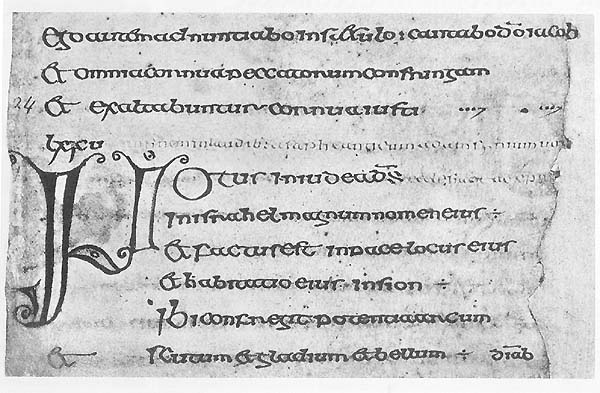
Lettre du cathach de saint Colomba
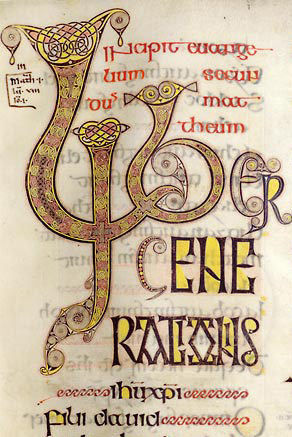
Détail d'une lettrine de l'évangéliaire d'Echternach
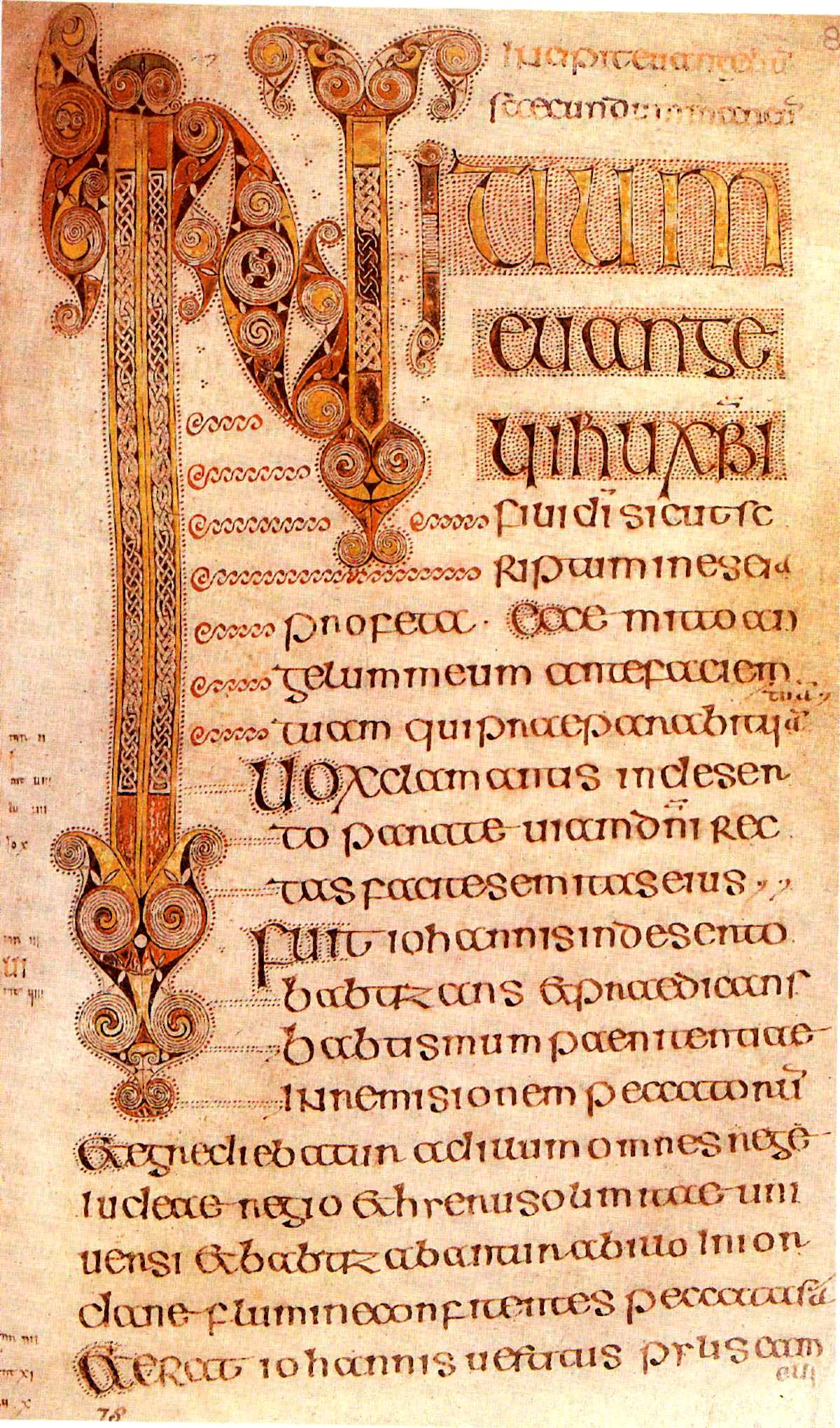
Début de l'évangile de saint Marc dans le livre de Durrow

### Les miniatures
Les premiers dessins isolés sont généralement des croix, parfois incluses dans une page tapis. Les premières représentations de personnages dans les manuscrits insulaires n'interviennent probablement que sous l'influence d'ouvrages provenant du continent. Les spécialistes sont parvenus notamment à distinguer plusieurs détails de ces premières miniatures communs avec des manuscrits antiques du Diatessaron provenant de Perse, peut-être arrivé dans les îles à la suite d'un pèlerinage au Proche-Orient. La représentation humaine se fait de manière très schématique, avec des personnages en pied, le plus souvent sans ailes ni nimbes pour représenter les évangélistes. Parfois leur représentation se limite à leur symbole, des lions, bœufs et aigles représentés à la manière des motifs héraldiques. 

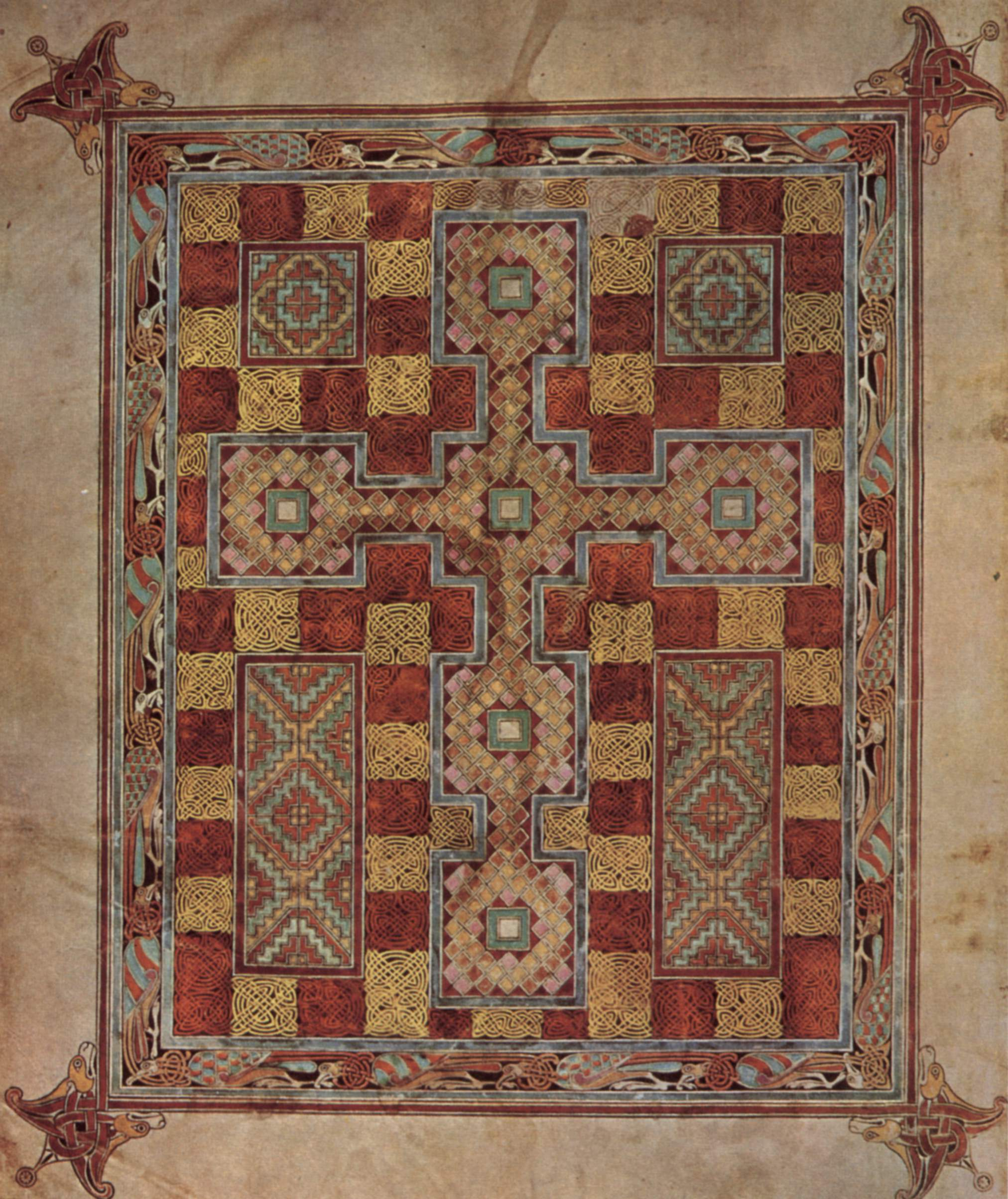
Croix intégrée à une page tapis dans les évangiles de Lindisfarne
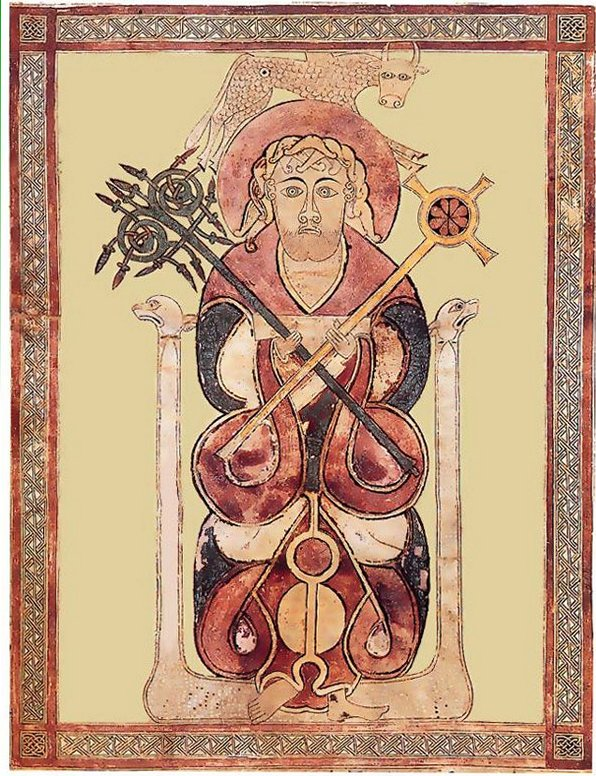
Portrait de saint Luc dans l'évangéliaire de saint Chad
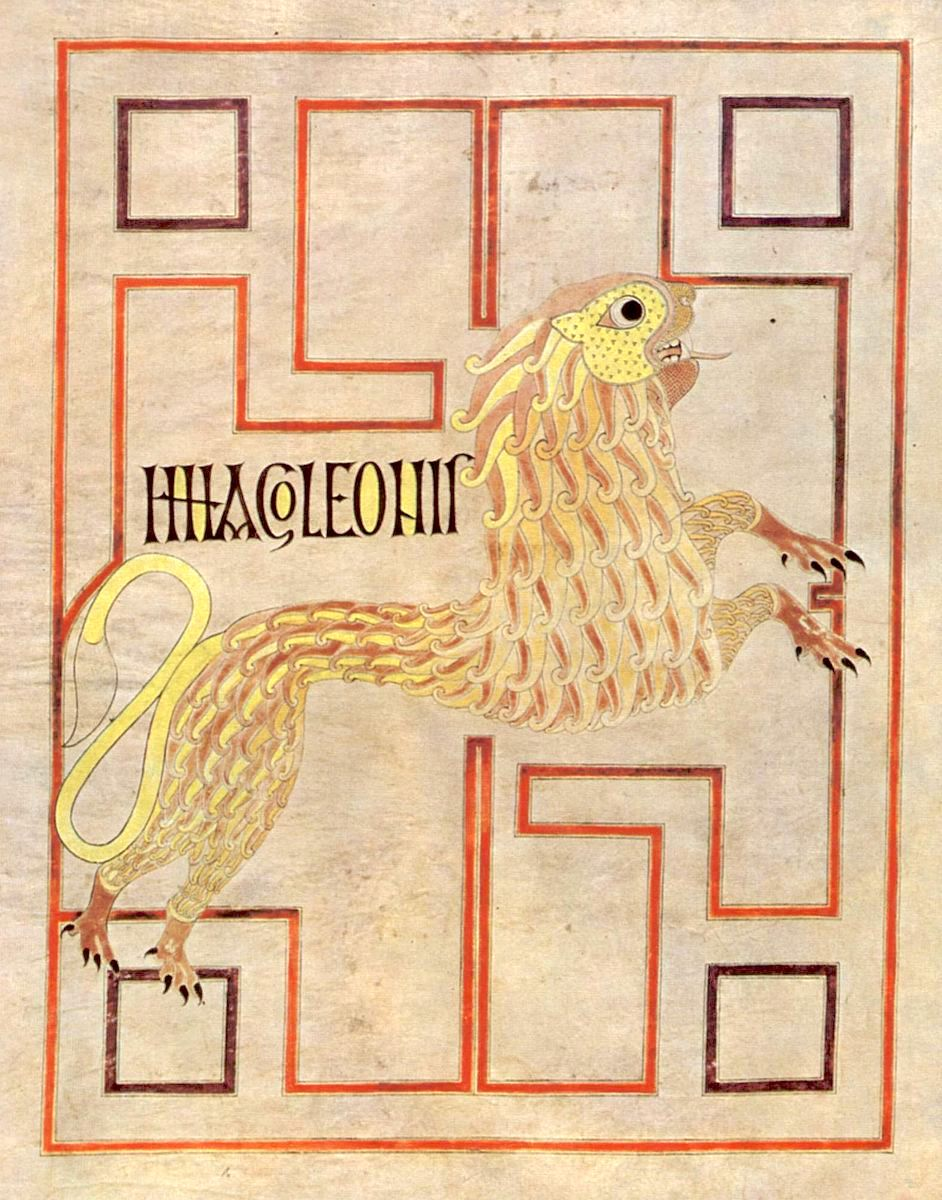
Le lion, symbole de saint Marc, évangéliaire d'Echternach